# Ferrit (Phase)
Ferrit  ist die metallographische Bezeichnung für die kubisch-raumzentrierte Modifikation (Phase) des reinen Eisens und seiner Mischkristalle.

## Verschiedene Benennungen der ferritischen Phase
Die ferritische Phase (definiert durch die kubisch-raumzentrierte Gitterstruktur) kommt bei folgenden Temperaturen unter Standarddruck vor:
- zwischen 1536 °C und 1392 °C als sogenannter δ-Ferrit mit einer Gitterkonstante a von 0,293 nm, gemessen bei 1425 °C. δ-Ferrit bildet sich bei Erstarrung der reinen Eisenschmelze.
- ab 911 °C zu tieferen Temperaturen hin als α-Ferrit, der bis zu einem Druck von etwa 11 GPa aus dem γ-Eisen entsteht. α-Ferrit wird unterteilt zu 
  - β-Ferrit im Bereich von 911 °C bis 769 °C mit paramagnetischen Eigenschaften und einer Gitterkonstante von 0,290 nm bei 800 °C
  - α-Ferrit im Speziellen als α-Ferrit unterhalb der Curietemperatur Tc = 769 °C und ferromagnetischen Eigenschaften, mit einer Gitterkonstanten von 0,286 nm bei 20 °C.[2]

Die verschiedenen Namen für ein und dieselbe Phase (α-Ferrit, β-Ferrit, δ-Ferrit besitzen dieselbe Gitterstruktur) haben sich historisch aus der thermischen Analyse von Eisen aufgrund verschiedener Haltepunkte ergeben. Das 102 Meter hohe Bauwerk Atomium in Brüssel, stellt eine 165-milliardenfache Vergrößerung einer ferritischen Phase dar.  

## Einflüsse von Legierungselementen auf die Stabilität des Ferrits
Die Bildung der ferritischen Phase wird durch austenit- oder ferritstabilisierende Elemente beeinflusst.
Austenitbildner sind zum Beispiel die Elemente Nickel, Mangan, Stickstoff, Kohlenstoff und Kobalt. Sie hemmen die Bildung von α-Mischkristallen, während Ferritbildner wie Chrom, Silizium, Molybdän, Vanadium, Titan und Aluminium deren Entstehung begünstigen. Dies geschieht durch eine direkte Beeinflussung der Größe des Bereiches von γ-Mischkristallen in Gleichgewichtsschaubildern, zum Beispiel dem Eisen-Kohlenstoff-Diagramm, der indirekt die Größe des Bereichs von α-Mischkristallen beeinflussen kann. 
In Schaubildern wie dem Schaeffler-Diagramm können, insbesondere bei Kombination von Ferrit- und Austenitbildnern, die aus den entstehenden Phasen resultierenden Gefügezusammensetzungen abgelesen werden.

## Vorkommen der ferritischen Phase in Gefügebestandteilen
Die ferritische Phase ist in folgenden Gefügebestandteilen enthalten:
- Ferrit (Gefügebestandteil)
- Bainit
- Perlit